# Megera
Megera ou Megaira (em grego clássico: Μέγαιρα), na mitologia grega, é uma das três erínias filhas de Gaia e Urano.
Megera personifica o rancor, a inveja, a cobiça e o ciúme. Castiga principalmente os delitos contra o matrimônio, em especial a infidelidade. É a erínia que persegue com a maior sanha, fazendo a vítima fugir eternamente, gritando-lhe aos ouvidos as suas faltas. Na versão de Ésquilo, as erínias são filhas da deusa Nix, da noite.
Na mitologia romana eram conhecidas como fúrias.